# Diante Garrett
Diante Garrett (Milwaukee, Wisconsin, 3 de noviembre de 1988) es un jugador de baloncesto estadounidense que juega en las filas de los Halcones Xalapa de la LNBP en México. Con 1,93 metros de estatura, juega en la posición de base. Es hijo del exjugador profesional de los 70 Dick Garrett.

## Trayectoria deportiva

### Universidad
Jugó durante cuatro temporadas con los Cyclones de la Universidad Estatal de Iowa, en las que promedió 10,7 puntos y 4,8 asistencias por partido. Fue elegido en 2011 en el segundo mejor quinteto de la Big 12 Conference tras promediar 17,3 puntos, 6,1 asistencias y 1,7 robos de balón. Es uno de los tres únicos jugadores de la historia de la conferencia en alcanzar a lo largo de su carrera 1.300 puntos y 600 asistencias.

### Estadísticas
| Año     | Equipo     | PJ  | PT | MPP  | %TC  | %3P  | %TL  | RPP | APP | ROB | TPP | PPP  |
| ------- | ---------- | --- | -- | ---- | ---- | ---- | ---- | --- | --- | --- | --- | ---- |
| 2007–08 | Iowa State | 32  | –  | 22.2 | .351 | .220 | .699 | 1.9 | 2.8 | 0.9 | 0.1 | 6.3  |
| 2008–09 | Iowa State | 32  | –  | 32.9 | .407 | .220 | .707 | 3.2 | 5.0 | 0.9 | 0.1 | 9.8  |
| 2009–10 | Iowa State | 32  | –  | 31.6 | .438 | .352 | .694 | 2.5 | 5.1 | 1.3 | 0.2 | 9.2  |
| 2010–11 | Iowa State | 32  | –  | 36.7 | .413 | .319 | .825 | 3.7 | 6.1 | 1.7 | 0.2 | 17.3 |
| Total   | Total      | 128 | –  | 30.9 | .403 | .278 | .731 | 2.8 | 4.1 | 1.2 | 0.2 | 10.7 |

### Profesional
Tras no ser elegido en el Draft de la NBA de 2011, comenzó su andadura profesional en el KK Zagreb de la liga croata, de donde pasó al JSF Nanterre de la liga francesa, donde acabó la temporada promediando 7,4 puntos y 3,0 asistencias por partido.
En 2012 fichó como agente libre por los Phoenix Suns de la NBA, pero en enero, tras disputar sólo seis partidos fue asignado a los Bakersfield Jam de la NBA D-League, regresando semanas después a la disciplina de los Suns.
El 27 de septiembre de 2013 firmó con Oklahoma City Thunder, aunque fue cortado el 25 de octubre. Seis días más tarde fue adquirido por Tulsa 66ers, que lo traspasó a su vez a Iowa Energy. El 13 de noviembre de 2013, Garrett firmó con Utah Jazz.
El americano además, cuenta con 90 partidos de experiencia en la NBA, entre 2012 y 2014, cuando defendió las camisetas de Phoenix Suns y Utah Jazz.
En la temporada 2018-19 jugaría en las filas de Tofas Bursa con el que promedió 18,4 puntos y 6,1 asistencias en la Eurocup. 
Garrett estuvo inactivo la temporada 2019-2020 tras romperse el tendón de Aquiles en marzo de 2019.
En la temporada 2020-21, firmó con el Promitheas Patras B.C., con el que disputó 4 partidos en Eurocup con 8,3 puntos y 2,0 asistencias de promedio.
En febrero de 2021, firma por el Gießen 46ers de la Basketball Bundesliga.
En la temporada 2021-22, firma por el Ironi Nes Ziona B.C. de la Ligat ha'Al israelí.
En la temporada 2022-23, firma por el Ironi Kiryat Ata B.C. de la Ligat ha'Al israelí.
En la temporada 2023, firma por Halcones Xalapa de México, que participan en la LNBP (Liga Nacional de Baloncesto Profesional).

## Estadísticas de su carrera en la NBA

### Temporada regular
| Año     | Equipo  | PJ | PT | MPP  | %TC  | %3P  | %TL  | RPP | APP | ROB | TPP | PPP |
| ------- | ------- | -- | -- | ---- | ---- | ---- | ---- | --- | --- | --- | --- | --- |
| 2012-13 | Phoenix | 19 | 0  | 7.8  | .327 | .200 | .500 | .8  | 1.6 | .5  | .0  | 2.1 |
| 2013-14 | Utah    | 71 | 0  | 14.8 | .381 | .375 | .833 | 1.4 | 1.7 | .6  | .1  | 3.5 |
| Total   | Total   | 90 | 0  | 13.3 | .373 | .351 | .682 | 1.2 | 1.7 | .6  | .1  | 3.2 |